# Artti Aigro
Artti Aigro, född 29 augusti 1999, är en estländsk backhoppare.
Aigro tävlade för Estland i backhoppning vid olympiska vinterspelen 2018 och 2022. Aigro innehar det estniska backrekordet på 228 meter.